# Schoibernberg
Schoibernberg är ett berg i Österrike.   Det ligger i distriktet Vöcklabruck och förbundslandet Oberösterreich, i den centrala delen av landet, 230 km väster om huvudstaden Wien. Toppen på Schoibernberg är 883 meter över havet, eller 206 meter över den omgivande terrängen. Bredden vid basen är 4,3 km.
Terrängen runt Schoibernberg är kuperad söderut, men norrut är den platt. Närmaste större samhälle är Frankenmarkt, 7,6 km nordost om Schoibernberg. 
Omgivningarna runt Schoibernberg är en mosaik av jordbruksmark och naturlig växtlighet. Runt Schoibernberg är det ganska tätbefolkat, med 120 invånare per kvadratkilometer.